# 耳状虎耳草
耳状虎耳草（学名：Saxifraga auriculata），为虎耳草科虎耳草属下的一个植物种。